# Адміністративний поділ Мадагаскару

Провінції Мадагаскару

Адміністративний поділ Мадагаскару — розподіл території Республіки Мадагаскару за Конституцією, прийнятою на конституційному референдумі 2010 року, на 6 провінцій (з 2009 року) та 1693 комуни (kaominina). Райони історично поділяються на 114 округів (фр. disrict). З 1693 комун 76 є міськими (фр. Commune urbaine), а 1617 — сільськими (Commune rurale).
В адміністративному плані Мадагаскар поділявся на 6 провінцій.
| № | Українська назва | Малагасійська назва | Населення (2014), тис. жит. | Територія, тис. км² | Адм. центр   |
| - | ---------------- | ------------------- | --------------------------- | ------------------- | ------------ |
| 1 | Антананаріву     | Antananarivo        | 6 514,3                     | 58,3                | Антананаріву |
| 2 | Анціранана       | Antsiranana         | 1 726,4                     | 43,0                | Анціранана   |
| 3 | Фіанаранцуа      | Fianarantsoa        | 3 930,4                     | 102,4               | Фіанаранцуа  |
| 4 | Махадзанга       | Mahajanga           | 2 701,1                     | 150,0               | Махадзанга   |
| 5 | Туамасіна        | Toamasina           | 3 423,3                     | 71,9                | Туамасіна    |
| 6 | Туліара          | Mahajanga           | 3 404,5                     | 161,4               | Туліара      |

## Історія
Провінції були утворені у 1946 році, коли Мадагаскар був французькою колонією. Спочатку їх було п'ять, а шоста (Анціранана) була створена трохи згодом, але до виборів 1957 року.
Провінції було скасовано внаслідок ухвалення нового адміністративно-територіального поділу на конституційному референдумі 2007 року. Перехідний період до нового адміністративного поділу на 22 райони становив 30 місяців (до жовтня 2009 року). Але в новій Конституції, ухваленій на конституційному референдумі 2010 року, провінції з'явилися знову.